# Savkuz Dzarasov
Savkuz Dzarasov est un lutteur soviétique né le 5 janvier 1930 et mort le 12 juillet 1990. Il est spécialisé en lutte libre.

## Palmarès

### Jeux olympiques
- Médaille de bronze dans la catégorie des plus de 87 kg en 1960 à Rome[1]

### Championnats du monde
- Médaille de bronze aux championnats du monde de 1959.